# Adepto

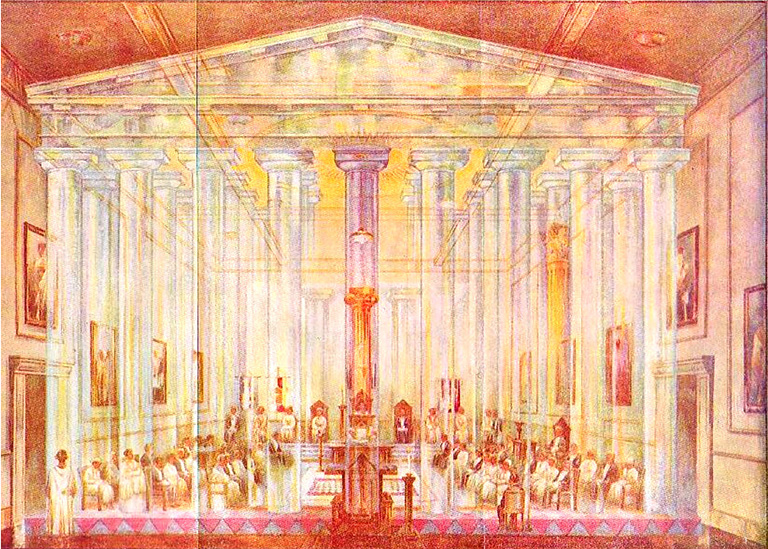
Gli adepti di un tempio massonico, illustrazione da La vita nascosta della Massoneria, di Charles Webster Leadbeater (1926)

Il termine adepto (rara la variante adetto) viene oggi utilizzato per indicare genericamente il seguace di un'ideologia, il discepolo di una dottrina (soprattutto religiosa, ma anche filosofica o politica), chi è entrato a far parte di una setta, associazione o comunità.
In senso figurato, può essere usato come sinonimo di seguace, fedele, affiliato e simili.
La sua etimologia trae origine dal latino adeptus, participio perfetto del verbo adipsci nel significato di "conseguire", ed è attestato nella lingua italiana dal 1739 attraverso il francese adepte.

## Significato esoterico

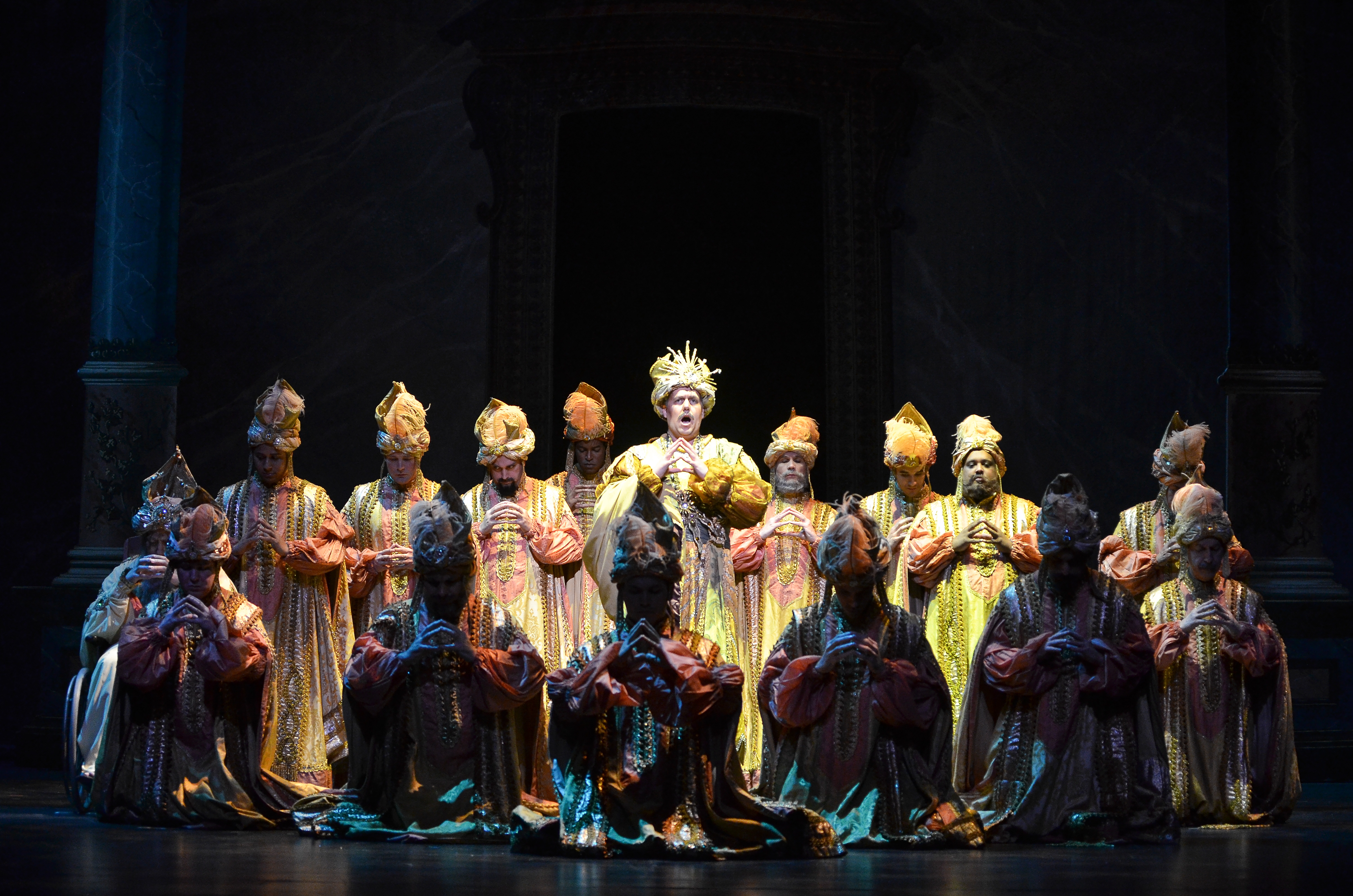
Gli adepti votati al culto solare di Sarastro, in una scena del Flauto magico di Mozart.

Più nello specifico, il suo significato si avvicina a quello di "iniziato"; infatti, richiamandosi all'accezione latina di adeptus ("conseguito"), designa colui che ha "raggiunto", "conseguito" qualche forma particolare di conoscenza (o gnosi), come ad esempio l'apprendimento esoterico nelle antiche religioni misteriche o nelle correnti filosofico-sapienziali ad esse collegate.
In epoca tardo-medievale, con "adepto" ci si riferiva in particolare a una persona introdotta negli arcani principi dell'alchimia e, più precisamente, nelle ricerche sulla pietra filosofale. Il concetto, in questo senso, si è poi esteso a indicare chiunque sia a conoscenza di leggi e finalità, funzionamento e riti, di una società segreta di qualsivoglia natura (religiosa, filosofica o politica come già detto, ma anche economica, di arti marziali, terroristica o criminale).
Nel mondo dell'esoterismo l'adepto è a un livello superiore di iniziazione, un "maestro di saggezza". Così, nel leggendario ordine segreto dei Rosacroce, sono chiamati adepti «coloro che hanno superato i nove gradi dei Misteri Minori e sono già alunni dei Misteri Maggiori».
L'adepto non andrebbe quindi confuso con l'apprendista o il discepolo che non ha ancora terminato la fase preparatoria della disciplina spirituale, la quale gli consentirà solo alla fine di essere ammesso nella cerchia degli iniziati.